# ノーウッド・アベニュー駅
ノーウッド・アベニュー駅（Norwood Avenue）はブルックリン区サイプレス・ヒルズ地区ノーウッド・アベニューとフルトン・ストリートの交差点にあるニューヨーク市地下鉄BMTジャマイカ線の駅である。Z系統がラッシュ時混雑方向に、J系統がそれ以外の時間帯に停車する。ラッシュ時混雑方向のJ系統は当駅を通過する。

## 歴史
当駅は1893年5月30日にBMTレキシントン・アベニュー線の一部としてヴァン・シックレン・アベニュー駅からサイプレス・ヒルズ駅まで延伸した際に開業したのが始まりである。
2005年7月18日から2006年3月13日まで駅は改装され屋根や駅舎、床、駅名標などが更新された。

## 駅構造
| P ホーム階 | 南行線                       | ← 朝ラッシュ：通過 ← ラッシュ時以外：ブロード・ストリート駅行き（クリーヴランド・ストリート駅） ← 朝ラッシュ：ブロード・ストリート駅行き（ヴァン・シックレン・アベニュー駅）                                   |
| P ホーム階 | 島式ホーム、左側のドアが開く | |
| P ホーム階 | 北行線                       | → 夕ラッシュ：通過 → → ラッシュ時以外：ジャマイカ・センター-パーソンズ/アーチャー駅行き（クレセント・ストリート駅）→ 夕ラッシュ：ジャマイカ・センター-パーソンズ/アーチャー駅行き（クレセント・ストリート駅）→ |
| M          | 改札階                       | 改札口、駅員詰所、メトロカード自動券売機 |
| G          | 地上階                       | 出入口 |

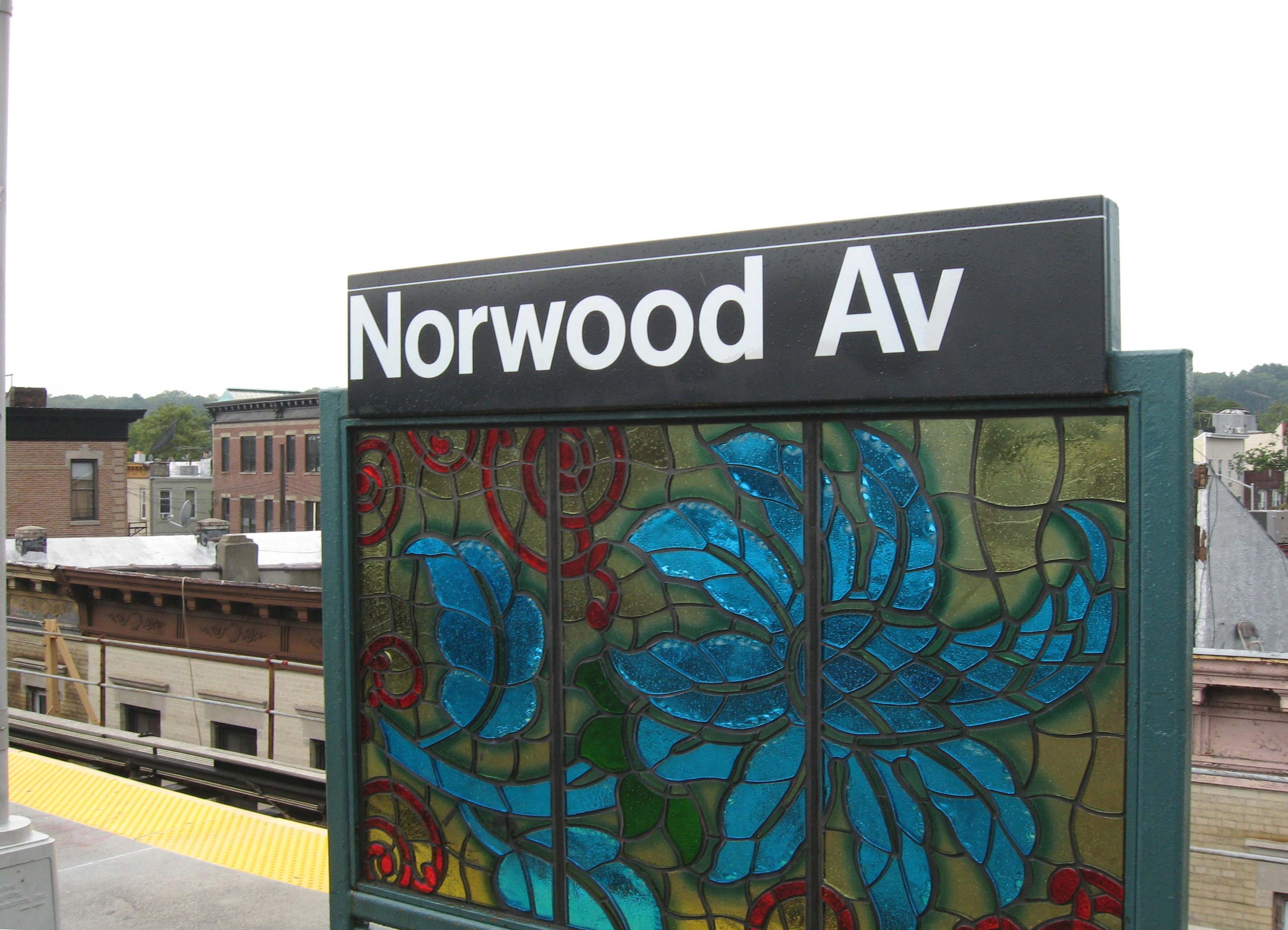
駅名標

島式ホーム1面2線の高架駅である。ホーム東端に短い屋根があるほかは銀色の街灯と黒い駅名標があるのみである。
ホームには2007年にMargaret Lazettaによって作られた"Culture Swirl"がある。ステンドグラスで構成され、その上に駅名標がある。
ここからクレセント・ストリート駅まで、BMTジャマイカ線の南にあるロングアイランド鉄道のアトランティック・アベニュー支線への接続の跡がチェストナット・ストリートで見ることができる。 1890年代、ロングアイランド鉄道はマンハッタンへのアクセスを計画していたが、ブルックリン・ラピッド・トランジットはロッカウェイ方面へのアクセスを計画していた。ロングアイランド鉄道はブロードウェイ・フェリーまで運行し、BRTはウッドヘイブン・ジャンクション駅経由でロッカウェイ方面へ運行した。ウィリアムズバーグ橋が開通したとき、ロングアイランド鉄道の運行はエセックス・ストリート駅まで延長し、その後のチェンバーズ・ストリート駅まで延長された。ロングアイランド鉄道がマンハッタン区に乗り入れたのはこれが初であった。
1917年、米国鉄道庁は通勤鉄道は地下鉄や高架線で同じ線路で運営が不可能で、この接続を撤去しなければならないと判断した。接続部分の大半は1940年代に解体され、鉄鋼は第二次世界大戦で使用され、アトランティック・アベニュー支線は地下に移された。

### 出口
ホーム東端に改札がある。
- 階段1つ、ノーウッド・アベニューとフルトン・ストリート交差点の北東[8]
- 階段1つ、ノーウッド・アベニューとフルトン・ストリート交差点の南東[8]